# Link-up
『link-up』（リンクアップ）は、KAmiYUの1枚目のミニアルバム。2011年8月3日にKiramuneから発売された。

## 概要
神谷浩史と入野自由のユニットによる初のミニアルバム。初回限定盤と通常盤の2種リリースで、前者にはPVとメイキング映像を収録したDVDが同梱されている。尚CDジャーナルは、「青空に吸い込まれていくような爽やかなハーモニーが心地よい。」と評した。

### 主な記録
2011年8月15日付のオリコン週間シングルチャートで13位を獲得。初動売上は0.8万枚を記録し、
オリコンデイリーチャートでは8月4日と5日でそれぞれ9位と8位を獲得し、2日連続でデイリーチャートTOP10入りを果たした。

## 収録曲

### CD
1. 太陽のシンパシー [5:11]
作詞：こだまさおり、作曲・編曲：藤末樹
2. Joe Joe Everyday [4:35]
作詞：只野菜摘、作曲・編曲：藤田宜久
3. 心の扉 [4:23]
作詞：こだまさおり、作曲・編曲：渡辺拓也
4. Go the Distance [4:26]
作詞：ARCHIBOLD、春和文、作曲・編曲：ARCHIBOLD
5. Sting of Love [4:24]
作詞：春和文、作曲：黒須克彦、編曲：藤田宜久
6. グラデイション [5:28]
作詞：こだまさおり、作曲・編曲：河原嶺旭

DVD
- 初回限定盤のみに同梱。

1. 太陽のシンパシー（PV）
2. making of 'link-up'
3. TRAILER